# Martin Kovaľ
Martin Kovaľ (Bratislava, 10 febbraio 1999) è un calciatore slovacco, attaccante del ViOn Z.M..

## Caratteristiche tecniche
È un'ala destra.

## Carriera
Cresciuto nel settore giovanile del Senica, ha esordito in prima squadra il 6 maggio 2017 in occasione dell'incontro di Superliga vinto 2-1 contro il Ružomberok.

## Statistiche
Statistiche aggiornate al 19 novembre 2020.

### Presenze e reti nei club
| Stagione        | Squadra         | Campionato      | Campionato | Campionato | Coppe nazionali | Coppe nazionali | Coppe nazionali | Coppe continentali | Coppe continentali | Coppe continentali | Altre coppe | Altre coppe | Altre coppe | Totale | Totale | Totale |
| Stagione        | Squadra         | Comp            | Pres       | Reti       | Comp            | Pres            | Reti            | Comp               | Pres               | Reti               | Comp        | Pres        | Reti        | Pres   | Reti   |        |
| --------------- | --------------- | --------------- | ---------- | ---------- | --------------- | --------------- | --------------- | ------------------ | ------------------ | ------------------ | ----------- | ----------- | ----------- | ------ | ------ | ------ |
| 2016-2017       | Senica          | SL              | 2          | 0          | CS              | 0               | 0               |                    | -                  | -                  |             | -           | -           | 2      | 0      |        |
| 2017-2018       | Žilina II       | 1L              | 4          | 0          |                 | -               | -               |                    | -                  | -                  |             | -           | -           | 4      | 0      |        |
| 2018-gen. 2019  | Žilina II       | 1L              | 12         | 0          |                 | -               | -               |                    | -                  | -                  |             | -           | -           | 12     | 0      |        |
| gen.-giu. 2019  | Skalica         | 1L              | 10         | 0          | CS              | 1               | 0               |                    | -                  | -                  |             | -           | -           | 11     | 0      |        |
| 2019-2020       | ViOn Z.M.       | SL              | 27         | 3          | CS              | 4               | 0               |                    | -                  | -                  |             | -           | -           | 31     | 3      |        |
| 2020-2021       | ViOn Z.M.       | SL              | 12         | 2          | CS              | 2               | 2               |                    | -                  | -                  |             | -           | -           | 14     | 4      |        |
| Totale carriera | Totale carriera | Totale carriera | 67         | 5          |                 | 7               | 2               |                    | -                  | -                  |             | -           | -           | 74     | 7      |        |